# Ariathisa angulata
Ariathisa angulata là một loài bướm đêm trong họ Noctuidae.